# 落合寛司
落合 寛司（おちあい ひろし、1950年11月18日 - ）は、日本の実業家。TBWA\HAKUHODO設立者で、同社初代代表取締役社長を経て、大広代表取締役社長、日本広告業協会副理事長。米"inter national ist"誌エージェンシー・イノベーターズ受賞。

## 人物・経歴
福岡県出身。1975年青山学院大学経営学部卒業、博報堂入社。博報堂営業局長や、博報堂ジーワン代表取締役社長を経て、2006年TBWA\HAKUHODOを設立し、同社代表取締役社長に就任。2007年米"inter national ist"誌エージェンシー・イノベーターズ受賞。2010年博報堂取締役常務執行役員に昇格。2011年取締役専務執行役員。2014年から大広代表取締役社長を務めた。2021年から大阪アドバタイジングエージェンシーズ協会理事長、2022年から博報堂DYホールディングス執行役員を兼務。2023年大広相談役。日本広告業協会副理事長も務めた。